# Rafaela Dancygier

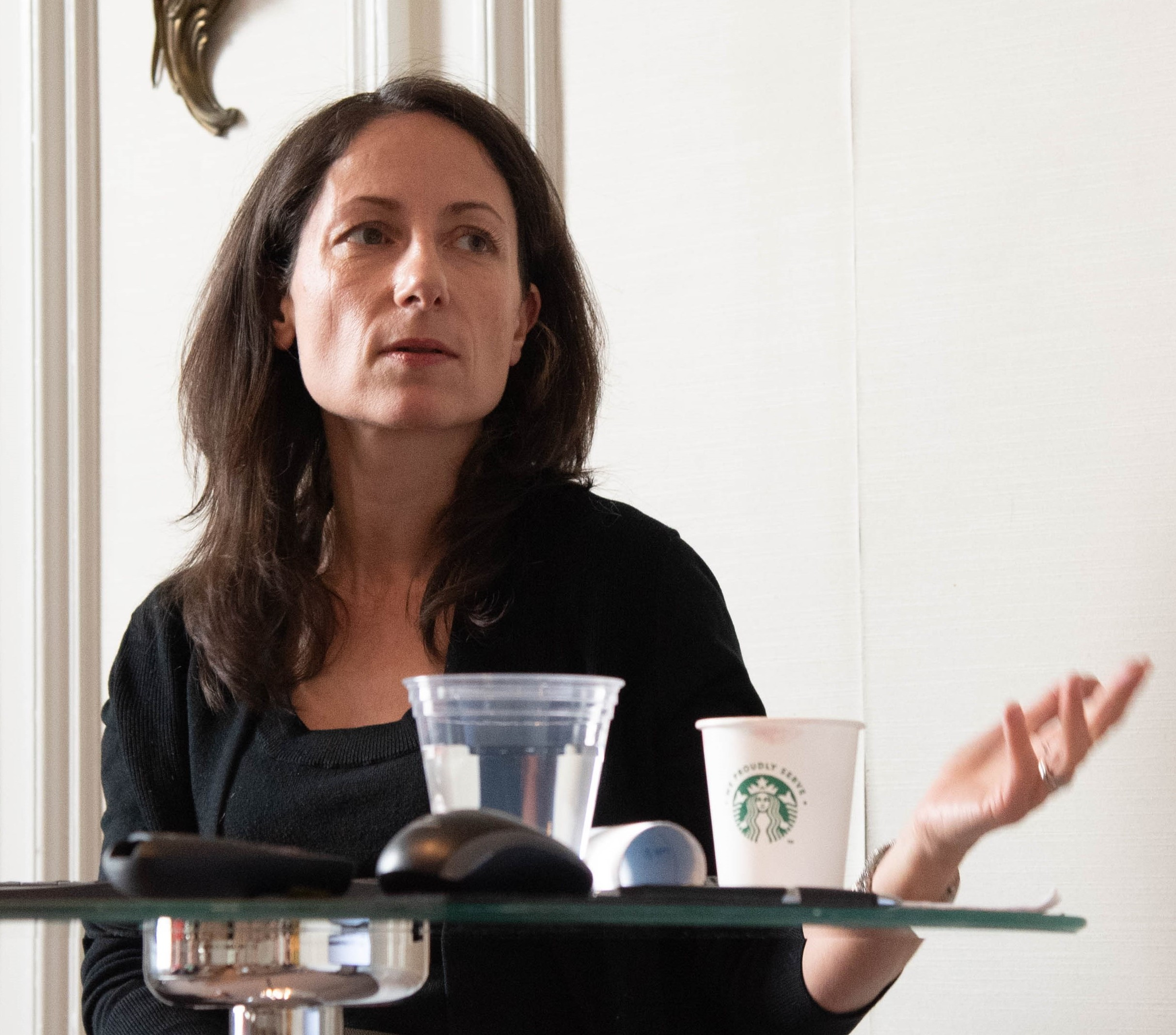
Rafaela Dancygier (2019)

Rafaela Mirjam Dancygier (* 1977) ist eine deutsch-US-amerikanische Politikwissenschaftlerin. Sie ist Professorin und Inhaberin des IBM Chair in International Studies an der Princeton University und die Leiterin des dortigen Mamdouha S. Bobst Center for Peace and Justice.

## Werdegang
Dancygier studierte Politikwissenschaft und Internationale Beziehungen an der Brown University in den Vereinigten Staaten und schloss dort 2000 in beiden Fächern jeweils mit einem Bachelor ab. Danach wechselte sie an die Yale University und erwarb 2003 zunächst einen Master of Philosophy in Politikwissenschaft, ehe sie mit ihrer Dissertationsschrift Immigration and Conflict dort 2007 promoviert wurde.
Ab Sommer 2007 war Dancygier zunächst als Instructor für Politikwissenschaft an der Princeton University tätig, ehe sie dort Anfang 2008 eine Stelle als Assistant Professor erhielt. Nach acht Jahren wurde sie 2016 auf eine Position als Associate Professor befördert. 2020 erhielt sie schließlich eine volle Professur in Princeton. 2021 übernahm Dancygier die Leitung des dortigen Mamdouha S. Bobst Center for Peace and Justice, eines an der Universität angesiedelten Think Tanks für Friedensforschung. Am Bobst-Center hatte sie bereits zuvor seit 2017 schon das Programm Identities and Institutions geleitet. Ende 2023 wurde Dancygier an der Princeton University zudem der IBM Chair in International Studies übertragen.
Seit 2023 ist Dancygier Mitglied der American Academy of Arts and Sciences.

## Werk und Rezeption
In ihrer Forschung beschäftigt sich Dancygier mit den Auswirkungen sozialer und ökonomischer Ungleichheiten für politischen Konflikt sowohl in Europa als auch den Vereinigten Staaten, schwerpunktmäßig insbesondere im Hinblick auf Immigration und Rechtspopulismus, zudem auch mit Gentrifizierung und Wohnraummangel, sowie deren jeweiligen Wechselwirkungen mit Parteien und Wahlverhalten.
Für ihr 2017 erschienenes Buch Dilemmas of Inclusion: Muslims in European Politics, in dem sie die politische Einbeziehung der muslimischen Bevölkerung und deren Folgen für Parteien und Wahlverhalten sowie die Gleichstellung der Geschlechter in mehreren europäischen Ländern untersucht, wurde sie 2018 mit dem Stein-Rokkan-Preis für vergleichende Sozialforschung ausgezeichnet, der gemeinsam vom Internationalen Wissenschaftsrat, dem European Consortium for Political Research und der Universität Bergen vergeben wird. Darüber hinaus erhielt sie dafür 2019 auch den Luebbert-Preis der American Political Science Association (APSA) für das beste neu erschienene Buch im Feld der Vergleichenden Politikwissenschaft.
Basierend auf ihrer Dissertationsschrift veröffentlichte sie 2010 ihr erstes Buch Immigration and Conflict in Europe. In einer vergleichenden Studie des Vereinigten Königreichs, Deutschlands und Frankreichs zeichnet sie darin Bedingungen nach, unter denen es zu Konflikten zwischen Einwanderern und der einheimischen Bevölkerung sowie zwischen Einwanderern und dem Staat kommt, und unter denen solche Konflikte ausbleiben. Sie vertritt dabei die Position, dass die wirtschaftlichen Bedingungen auf lokaler Ebene sowie politische Wahlanreize hierfür eine größere Erklärungskraft besitzen als kulturelle Faktoren. Bereits die zugrundeliegende Dissertationsschrift war 2008 von der APSA mit einem Preis für die beste Dissertation ausgezeichnet worden, für das Buch erhielt das Werk zudem 2011 von der Sektion für europäische Politik und Gesellschaft innerhalb der Vereinigung eine Auszeichnung als bestes Buch.